# Kelemen László (orvos)
Kelemen László (Marosvásárhely, 1907. szeptember 27. – Marosvásárhely, 1979. július 18.) magyar orvos, orvostudományi szakíró.

## Életútja
Szülővárosában a Református Kollégiumban érettségizett (1925), orvosi oklevelét a kolozsvári egyetemen szerezte (1932), doktori disszertációját az 1831-es pestisjárványról írta. Gyakornok a budapesti III-as (1932–36), ösztöndíjas orvos a párizsi VI-os (1936–37), tanársegéd a Haynal Imre vezette kolozsvári belgyógyászati klinikán (1940–44). Főorvos a kolozsvári Református Diakonissza Kórházban, majd 1945-től előadótanár a Bolyai Tudományegyetem orvosi karán Marosvásárhelyen a fertőző betegségek és járványtan tanszéken, 1948-tól az Marosvásárhelyi Orvosi és Gyógyszerészeti Egyetem tanszékvezető professzora. Az orvostudományok docens doktora (1969), az RSZK érdemes egyetemi tanára (1971); nyugalomba vonult 1974-ben.

## Szerkesztői és szakirodalmi munkássága
Szerkesztőbizottsági tagja az EME Orvosi Értesítőjének (1938–40, ill. 1944–45), majd a marosvásárhelyi Orvosi Szemle–Revista Medicală c. folyóiratnak (1966–74). Szakközleményei e lapokon kívül az Ardealul Medical, Medicina Internă, Viața Medicală, Morfologie-Epidemiologie, a budapesti Orvosi Hetilap, Magyar Belorvosi Archívum, Acta Medica Hungarica, továbbá a Wiener Zeitschrift für Innere Medizin s más német szaklapok hasábjain jelentek meg. Dolgozataiban főleg a keringési rendszer patológiájával, a szénhidrát anyagcsere-viselkedésével fertőző betegségekben, a szervezet festékkötő képességének vizsgálatával, a fertőző betegségek kórszármazásával és gyógyításával (antibiotikumok) foglalkozott.

## Kötetei
- A fertőző betegségek kór- és gyógytana (egyetemi jegyzet bővített kiadásokban, Marosvásárhely, 1951–58)